# Episodi di The Big Bang Theory (settima stagione)
La settima stagione della sitcom The Big Bang Theory, composta da 24 episodi, è stata trasmessa in prima visione assoluta negli Stati Uniti d'America da CBS dal 26 settembre 2013 al 15 maggio 2014.
Dal quattordicesimo episodio di questa stagione Kaley Cuoco è accreditata come Kaley Cuoco-Sweeting, dopo avere sposato Ryan Sweeting il 31 dicembre 2013.
In Italia la stagione è stata trasmessa in prima visione da Joi, canale a pagamento della piattaforma Mediaset Premium, dal 1º aprile al 22 luglio 2014; in chiaro, è trasmessa da Italia 1 dal 30 marzo al 4 maggio 2015.
| nº | Titolo originale                   | Titolo italiano                      | Prima TV USA      | Prima TV Italia |
| -- | ---------------------------------- | ------------------------------------ | ----------------- | --------------- |
| 1  | The Hofstadter Insufficiency       | L'insufficienza da Hofstadter        | 26 settembre 2013 | 1º aprile 2014  |
| 2  | The Deception Verification         | La verifica dell'inganno             | 26 settembre 2013 | 1º aprile 2014  |
| 3  | The Scavenger Vortex               | Il vortice della caccia al tesoro    | 3 ottobre 2013    | 8 aprile 2014   |
| 4  | The Raiders Minimization           | La minimizzazione manipolatoria      | 10 ottobre 2013   | 8 aprile 2014   |
| 5  | The Workplace Proximity            | La prossimità del posto di lavoro    | 17 ottobre 2013   | 15 aprile 2014  |
| 6  | The Romance Resonance              | La risonanza delle romanticherie     | 24 ottobre 2013   | 15 aprile 2014  |
| 7  | The Proton Displacement            | La dimissione del divulgatore        | 7 novembre 2013   | 22 aprile 2014  |
| 8  | The Itchy Brain Simulation         | La simulazione del prurito neuronale | 14 novembre 2013  | 22 aprile 2014  |
| 9  | The Thanksgiving Decoupling        | La separazione del ringraziamento    | 21 novembre 2013  | 29 aprile 2014  |
| 10 | The Discovery Dissipation          | La dissipazione della scoperta       | 5 dicembre 2013   | 29 aprile 2014  |
| 11 | The Cooper Extraction              | L'estrazione di Cooper               | 12 dicembre 2013  | 6 maggio 2014   |
| 12 | The Hesitation Ramification        | La ramificazione dell'esitazione     | 2 gennaio 2014    | 6 maggio 2014   |
| 13 | The Occupation Recalibration       | La ricalibrazione occupazionale      | 9 gennaio 2014    | 13 maggio 2014  |
| 14 | The Convention Conundrum           | L'incognita della convention         | 30 gennaio 2014   | 13 maggio 2014  |
| 15 | The Locomotive Manipulation        | La manipolazione della locomotiva    | 6 febbraio 2014   | 20 maggio 2014  |
| 16 | The Table Polarization             | La polarizzazione del tavolo         | 27 febbraio 2014  | 27 maggio 2014  |
| 17 | The Friendship Turbulence          | La turbolenza dell'amicizia          | 6 marzo 2014      | 3 giugno 2014   |
| 18 | The Mommy Observation              | L'osservazione della madre           | 13 marzo 2014     | 10 giugno 2014  |
| 19 | The Indecision Amalgamation        | L'amalgamazione dell'incertezza      | 3 aprile 2014     | 17 giugno 2014  |
| 20 | The Relationship Diremption        | La disgiunzione dell'amicizia        | 10 aprile 2014    | 24 giugno 2014  |
| 21 | The Anything Can Happen Recurrence | La ricorrenza del tutto può accadere | 24 aprile 2014    | 1º luglio 2014  |
| 22 | The Proton Transmogrification      | La trasmutazione di Proton           | 1º maggio 2014    | 8 luglio 2014   |
| 23 | The Gorilla Dissolution            | La dissoluzione del gorilla          | 8 maggio 2014     | 15 luglio 2014  |
| 24 | The Status Quo Combustion          | La combustione dello status quo      | 15 maggio 2014    | 22 luglio 2014  |

## L'insufficienza da Hofstadter
- Titolo originale: The Hofstadter Insufficiency
- Diretto da: Mark Cendrowski
- Scritto da: Chuck Lorre, Steven Molaro e Tara Hernandez (soggetto), Eric Kaplan, Jim Reynolds e Steve Holland (sceneggiatura)

### Trama
Sheldon ha un incubo a causa della mancanza di Leonard, così chiede a Penny di sostituire il suo migliore amico nelle attività che solitamente svolgevano insieme, come a giocare agli scacchi tridimensionali. Sheldon però non riesce ad ammettere a Penny che gli manca il suo amico, così le suggerisce di chiamare Leonard. Durante la chiamata però Leonard, impegnato in una festa a base di musica e alcool, non fa trasparire la mancanza che sente di entrambi, così i due ne rimangono feriti. Perciò, finita la chiamata, lei propone a Sheldon di confidarsi segreti che entrambi non hanno mai rivelato a nessuno. Intanto Howard, a causa della condizioni di Raj per la rottura con Lucy, propone all'amico di andare a una festa, dove, dopo una prima gaffe con la signora Davis, i due passano la serata a parlare, in quanto entrambi sono stati feriti dalle persone che amavano. Bernadette e Amy passano invece la serata insieme a una conferenza e in un bar, la sera, le due si sentono lusingate dal fatto che due ragazzi offrano loro da bere. Leonard mostra ai suoi colleghi un filmato di una giovane Penny nuda in doccia vantandosi di esserne il fidanzato.
- Guest star: Regina King (Janine Davis)

## La verifica dell'inganno
- Titolo originale: The Deception Verification
- Diretto da: Mark Cendrowski
- Scritto da: Chuck Lorre, Eric Kaplan e Jim Reynolds (soggetto); Steven Molaro, Maria Ferrari e Steve Holland (sceneggiatura)

### Trama
Quando Penny torna a casa con sua grande sorpresa ci trova Leonard, tornato due giorni prima rispetto alla data prevista; lui le chiede di non dire nulla a Sheldon in modo da godersi da soli quei due giorni senza di lui. Penny mantiene la promessa, ma Sheldon comincia a sospettare che la ragazza stia tradendo il suo amico. Chiede quindi ad Amy di indagare insieme, fino a quando, entrando di sorpresa a casa di Penny, vede Leonard e rimane molto offeso dal suo comportamento, perché, al contrario di Leonard, aveva sentito troppo la sua mancanza, tanto da comprargli un regalo di bentornato. Howard intanto comincia una dieta perché si vede ingrassato, fino a quando Bernadette non capisce che lui si sente grasso a causa di un unguento carico di ormoni femminili che spalma sul corpo di sua madre senza usare i guanti.
- Guest star: Kevin Sussman (Stuart Bloom)

## Il vortice della caccia al tesoro
- Titolo originale: The Scavenger Vortex
- Diretto da: Mark Cendrowski
- Scritto da: Dave Goetsch, Eric Kaplan e Steve Holland (soggetto); Steven Molaro, Jim Reynolds e Maria Ferrari (sceneggiatura)

### Trama
Raj decide di organizzare una caccia al tesoro dopo il rifiuto degli altri ragazzi di giocare a una sua "cena con delitto". Bernadette propone di partecipare al gioco non come singoli, ma come coppie, e Leonard propone di mescolarsi in modo da non capitare con i propri fidanzati e fidanzate. Penny si sente offesa da questa proposta, pensando che Leonard non voglia fare squadra con lei perché è la meno acculturata del gruppo. Perciò, a sorteggio, le coppie che vengono fuori sono Sheldon e Penny, Leonard e Bernadette, Howard e Amy. Sheldon e Penny si compensano in quanto entrambi riescono a risolvere gli enigmi di Raj, Bernadette mostra a Leonard tutta la sua vena competitiva, mentre Howard e Amy scoprono di avere un'affinità dal punto di vista musicale: entrambi adorano Neil Diamond.
- Guest star: Kevin Sussman (Stuart Bloom)

## La minimizzazione manipolatoria
- Titolo originale: The Raiders Minimization
- Diretto da: Mark Cendrowski
- Scritto da: Chuck Lorre, Jim Reynolds e Tara Hernandez (soggetto); Steven Molaro, Steve Holland e Maria Ferrari (sceneggiatura)

### Trama
Penny compra il libro scritto dalla madre di Leonard per il suo corso di psicologia e la cosa lo mette a disagio in quanto nel libro vengono raccontati tutti gli episodi più imbarazzanti dell'infanzia di Leonard. La ragazza così lo consola con il sesso, ma Leonard comincia ad approfittarsene fingendosi continuamente triste per quello che ha passato da bambino. Quando lo racconta a Howard, egli decide di utilizzare la stessa tattica con Bernadette, fallendo però nel suo intento, e facendo in modo che Bernadette riveli tutto a Penny. Intanto Sheldon rimane offeso dal comportamento di Amy quando lei critica uno dei suoi film preferiti, I predatori dell'arca perduta, così lui per vendicarsi comincia a cercare difetti in tutto ciò che appassiona la ragazza, ma lei se ne accorge e spiega a Sheldon che deve parlarle quando c'è qualcosa che non va tra di loro. Nel frattempo Raj e Stuart si iscrivono a un sito di incontri online, ma non riescono a ottenere nessun appuntamento.
- Guest star: Kevin Sussman (Stuart Bloom), Christine Baranski (Beverly Hofstadter)

## La prossimità del posto di lavoro
- Titolo originale: The Workplace Proximity
- Diretto da: Mark Cendrowski
- Scritto da: Steven Molaro, Maria Ferrari e Steve Holland (soggetto); Chuck Lorre, Jim Reynolds e Eric Kaplan (sceneggiatura)

### Trama
Amy comunica a Sheldon che le è stato offerto di lavorare a un progetto nell'università dove lui lavora e, all'inizio, sembra non avere problemi a condividere il luogo di lavoro con la sua ragazza, ma, parlando con gli amici, Howard lo mette in guardia sul lavorare nello stesso posto della propria partner: esprime l'idea che lui impazzirebbe se lavorasse nello stesso posto di Bernadette. Sheldon ne discute con Amy e i due finiscono con il litigare. Il giorno dopo, alla mensa dell'università, Sheldon mette in imbarazzo Amy davanti ai suoi colleghi. Contemporaneamente Bernadette, dopo avere saputo dei consigli che Howard ha dato a Sheldon, litiga con il marito che è costretto ad andare a dormire a casa di Raj.

## La risonanza delle romanticherie
- Titolo originale: The Romance Resonance
- Diretto da: Mark Cendrowski
- Scritto da: Jim Reynolds, Eric Kaplan e Tara Hernandez (soggetto); Steven Molaro, Steve Holland e Maria Ferrari (sceneggiatura)

### Trama
Howard, in occasione dell'anniversario del suo primo appuntamento con Bernadette, le scrive una canzone e coinvolge tutto il gruppo per cantargliela. Questa cosa molto romantica è lo spunto con cui Leonard fa notare alla sua ragazza che non gli ha mai fatto gesti romantici e così Penny si impegna per trovarne uno. Nel frattempo Sheldon compie una scoperta rivoluzionaria per il mondo della scienza, salvo poi rendersi conto che c'è riuscito per puro caso, in quanto ha letto male i dati che gli servivano.

## La dimissione del divulgatore
- Titolo originale: The Proton Displacement
- Diretto da: Mark Cendrowski
- Scritto da: Chuck Lorre, Maria Ferrari e Anthony Del Broccolo (soggetto); Steven Molaro, Eric Kaplan e Jim Reynolds (sceneggiatura)

### Trama
Durante il pomeriggio di shopping in farmacia Sheldon, Leonard e Amy incontrano Arthur Jeffries, il "professor Proton", che Sheldon mette molto in imbarazzo quando gli chiede insistentemente quali medicine fosse andato a prendere. Il giorno dopo Leonard riceve una mail proprio da Arthur in cui gli chiede di revisionare un suo articolo su una nuova scoperta scientifica e Sheldon rimane male del fatto che non abbia chiesto aiuto a lui. Amy gli spiega come talvolta possa essere una persona fastidiosa e di avere fatto sentire a disagio Arthur Jeffries, così Sheldon si reca a casa del professore per sentirselo dire da lui stesso; per ripicca Sheldon contatta Bill Nye, un altro volto noto dei programmi scientifici americani. Mentre lavorano insieme Arthur chiede a Leonard come fa ad andare d'accordo con Sheldon, e lui gli spiega che come Sheldon ha bisogno di lui, anche lui ha bisogno di Sheldon. Così il professore comprende la situazione e si reca da Sheldon per avere un parere sul suo lavoro. Intanto Raj organizza una serata con le ragazze per dedicarsi al decoupage, ma si intromette Howard, per di più prendendolo in giro per il suo lato troppo femminile, e così i due finiscono per litigare, anche se alla fine fanno pace.
- Guest star: Bob Newhart (dottor Arthur "Professor Proton" Jeffries), Bill Nye (se stesso)

## La simulazione del prurito neuronale
- Titolo originale: The Itchy Brain Simulation
- Diretto da: Mark Cendrowski
- Scritto da: Steven Molaro, Bill Prady e Jim Reynolds (soggetto); Steve Holland, Eric Kaplan e Maria Ferrari (sceneggiatura)

### Trama
Dopo avere rovistato in un vecchio scatolone di cianfrusaglie Leonard ritrova un DVD noleggiato sette anni prima con la tessera di Sheldon. Quando lo confessa a Sheldon gli dice di restare calmo perché ci penserà lui a mettere tutto a posto. Tuttavia Sheldon vuole dare una lezione a Leonard, facendogli provare il fastidio che prova lui lasciando le cose inadempiute, così gli propone di indossare un maglione che gli avrebbe provocato un tremendo prurito fino a quando non avesse restituito il DVD al videonoleggio. Inizia una ricerca infruttuosa prima del negozio, fallito però anni prima, poi del negoziante morto e poi dei suoi parenti più prossimi. Alla fine Sheldon gli confessa che sette anni prima, accorgendosi della sua inadempienza, aveva pagato il DVD, ma non lo aveva confessato a Leonard, aspettando il momento giusto per dargli una lezione. Nel frattempo Amy riconosce Lucy alla Fabbrica del Cheesecake e Penny decide di parlarle, dicendole di essere stata scorretta a lasciare Raj per e-mail. La ragazza, presa dai sensi di colpa, chiede a Raj un incontro per scusarsi, confessandogli però che sta frequentando un altro ragazzo, distruggendo le sue illusioni di tornare insieme.
- Guest star: Kate Micucci (Lucy), Morgan Hewitt (Lizzy)

## La separazione del ringraziamento
- Titolo originale: The Thanksgiving Decoupling
- Diretto da: Mark Cendrowski
- Scritto da: Steve Holland, Eric Kaplan e Maria Ferrari (soggetto); Steven Molaro, Jim Reynolds e Jeremy Howe (sceneggiatura)

### Trama
Howard invita tutti i suoi amici per il Ringraziamento a casa di sua madre, in quanto non vuole restare da solo con il padre di Bernadette. Parlando di come hanno festeggiato i loro Ringraziamenti durante gli anni precedenti Penny confessa a Leonard di averne passato uno a Las Vegas con Zack e che, ubriaca, lo aveva sposato per finta. Leonard, fattole capire che in verità è un matrimonio autentico, passa tutto il tempo a rinfacciarle la cosa e a cercare un modo per rimediare. Così la ragazza, arrabbiata, invita Zack a casa della signora Wolowitz per fargli firmare i documenti della separazione. Nel frattempo Sheldon e Mike, il padre di Bernadette, legano molto dopo che quest'ultimo scopre che il fisico ha delle profonde conoscenze nel campo del football, in quanto il padre lo ha sempre obbligato a guardare le partite prima di fargli fare i compiti. Quando Sheldon spiega che suo padre morì quando aveva quattordici anni il padre di Bernadette se ne rammarica e i due iniziano a bere insieme, chiacchierando e bevendo come padre e figlio, ferendo Howard che viene estromesso dalle loro conversazioni.
- Guest star: Carol Ann Susi (voce della signora Wolowitz), Casey Sander (Mike Rostenkowski), Brian Thomas Smith (Zack)

## La dissipazione della scoperta
- Titolo originale: The Discovery Dissipation
- Diretto da: Mark Cendrowski
- Scritto da: Eric Kaplan, Jim Reynolds e Maria Ferrari (soggetto); Steven Molaro, Steve Holland e Adam Faberman (sceneggiatura)

### Trama
Sheldon è sempre più a disagio per la sua fortunosa scoperta, ma Amy e Wil Wheaton gli fanno capire che deve riuscire ad accettare questa cosa, anche se non gli piace. Una volta accettatala Leonard riesce a confutare l'esperimento dei cinesi dimostrando come la scoperta di Sheldon fosse sbagliata, ma lui se la prende molto. Nel frattempo Raj rimane per una settimana da Howard e Bernadette, mostrando ai due novelli sposini le loro vicendevoli mancanze, facendoli così litigare.
- Guest star: Wil Wheaton (se stesso), Ira Flatow (se stesso), John Ross Bowie (Barry Kripke)

## L'estrazione di Cooper
- Titolo originale: The Cooper Extraction
- Diretto da: Mark Cendrowski
- Scritto da: Steven Molaro, Eric Kaplan e Maria Ferrari (soggetto); Jim Reynolds, Steve Holland e Tara Hernandez (sceneggiatura)

### Trama
Sheldon torna in Texas perché sua sorella sta per partorire e tutti gli altri sognano come sarebbe la loro vita se non avessero mai conosciuto Sheldon. Leonard non sarebbe mai stato ad abitare nell'appartamento visto che ci andò leggendo un annuncio di Sheldon, che ci abitava da prima di lui, non avrebbe mai avuto il coraggio di parlare con Penny e non starebbero insieme. Bernadette avrebbe avuto comunque interesse verso Howard, ma a causa del rapporto ambiguo con Raj l'avrebbe lasciato perdere. Howard sarebbe rimasto single e avrebbe continuato a vivere con la madre che poi, per dubbie circostanze (per mano di Howard o naturali) sarebbe morta. Amy sarebbe sola, senza un ragazzo e senza amici. Penny ci avrebbe invece provato con Sheldon. Alla fine tutti capiscono che, nonostante il suo carattere poco sopportabile, Sheldon ha permesso che molte delle cose belle avvenute tra loro accadessero.
- Guest star: Laurie Metcalf (Mary Cooper - solo voce), Kevin Sussman (Stuart Bloom), Carol Ann Susi (voce della signora Wolowitz), Brian Thomas Smith (Zack)

## La ramificazione dell'esitazione
- Titolo originale: The Hesitation Ramification
- Diretto da: Mark Cendrowski
- Scritto da: Dave Goetsch, Jim Reynolds e Tara Hernandez (soggetto); Steve Molaro, Steve Molland e Maria Ferrari (sceneggiatura)

### Trama
Penny è entusiasta per via del fatto che comparirà in un episodio della serie NCIS, ma quando scopre che la parte in cui appariva è stata cancellata cade in uno stato di delusione che cerca di fare passare bevendo. Ripensando alla sua carriera da quando si è trasferita giunge alla conclusione che non ha ottenuto niente, ma Leonard le fa notare che ha sempre lui. A quel punto la ragazza gli fa la proposta di matrimonio, ma lui comprende che la sua dichiarazione è per lo più supportata dall'alcol e dallo sconforto e così cerca di dissuaderla. A quel punto però Penny, delusa, ritorna nel suo appartamento. Intanto Sheldon cerca di usare la scienza per affinare il suo senso dell'umorismo dopo che gli hanno fatto notare che non è divertente. Nel frattempo Raj e Stuart, per vincere la loro timidezza, vanno al centro commerciale per fare pratica nel parlare con la gente.
- Guest star: Kevin Sussman (Stuart Bloom)

## La ricalibrazione occupazionale
- Titolo originale: The Occupation Recalibration
- Diretto da: Mark Cendrowski
- Scritto da: Eric Kaplan, Maria Ferrari e Tara Hernandez (soggetto); Steven Molaro, Steve Holland e Jim Reynolds (sceneggiatura)

### Trama
Penny rassicura Leonard dicendogli che la loro relazione è ancora salda e che lui ha fatto la cosa giusta rifiutandosi di sposarla, inoltre decide di fare una scelta molto importante, ovvero lasciare il suo lavoro di cameriera alla Cheesecake Factory, ritenendo che la sicurezza di un lavoro stabile non le darà mai la spinta necessaria per dedicarsi al cento per cento alla sua carriera di attrice. Sheldon, obbligato a prendersi le ferie, passa il tempo aiutando Penny per le cose che deve fare per la sua nuova vita. Leonard intanto, che dice di appoggiarla totalmente, in realtà non ritiene che abbia preso la scelta giusta licenziandosi e per questo i due litigano, ma alla fine lui ammette che lo fa perché avrebbe paura di prendere una scelta del genere e ammira il suo coraggio. Nel frattempo Bernadette, dopo avere accidentalmente rovinato un fumetto del marito, va da Stuart per cercare di rimediare al suo errore; Stuart però non possiede quell'albo e la aiuta portandola in una fumetteria concorrente piena però di gente, a differenza della sua. Intanto Howard e Raj, andando a invitare a pranzo Amy che è da sola per via delle vacanze forzate di Sheldon, si accorgono che Bert, un loro collega geologo, passa spesso da lei perché è innamorato e lo fanno notare alla ragazza, che non se ne era accorta.
- Guest star: Kevin Sussman (Stuart Bloom), Josh Peck (Jesse), Brian Posehn (Bert)

## L'incognita della convention
- Titolo originale: The Convention Conundrum
- Diretto da: Mark Cendrowski
- Scritto da: Eric Kaplan, Jim Reynolds e Adam Faberman (soggetto); Steven Molaro, Dave Goetsch e Steve Holland (sceneggiatura)

### Trama
I ragazzi vogliono andare al Comic-Con, ma i biglietti on line finiscono subito e quindi non possono; mentre Leonard, Howard e Raj cercano di comprare i biglietti da un bagarino, con tutti i rischi che ne consegue visto che sono nominali, Sheldon cerca di creare una propria convention di fumetti e inizia a contattare varie star, fino a che non trova James Earl Jones, celebre voce di Dart Fener, e passa la serata con lui. Nel frattempo Penny, Bernadette e Amy, critiche verso i ragazzi perché si comportano ancora come dei bambini, compiono attività da adulte, ma si rendono conto che ciò è molto noioso e si ritrovano a invidiarli.
- Guest star: James Earl Jones (sé stesso), Carrie Fisher (sé stessa)

## La manipolazione della locomotiva
- Titolo originale: The Locomotive Manipulation
- Diretto da: Mark Cendrowski
- Scritto da: Jim Reynolds, Steve Holland e Tara Hernandez (soggetto); Steven Molaro, Eric Kaplan e Maria Ferrari (sceneggiatura)

### Trama
Amy vuole una serata romantica per San Valentino con Sheldon, che ovviamente non vuole saperne, e per farglielo accettare organizza, in doppia coppia con Howard e Bernadette, un week end in un bed and breakfast e una cena in un vagone di un treno restaurato. La serata parte bene, ma quando nei loro discorsi si intromette una persona che ne sa di treni più di Sheldon, lui non calcola più Amy e passa la serata con il nuovo incontro. Amy tuttavia farà notare a Sheldon la sua mancanza e quest'ultimo, allora, la bacerà sulle labbra, cominciando a fare evolvere il loro rapporto anche a livello fisico. Nel frattempo Leonard e Penny, che hanno deciso di passare una tranquilla sera in casa, accettano di prendersi cura di Cannella, la cagnolina di Raj, dato che il padrone ha deciso di passare San Valentino lavorando. I due però si distraggono e la cagnolina mangia una scatola di cioccolatini, così Leonard e Penny finiscono per passare la serata dal veterinario con Raj, furioso con loro per avere intossicato la sua amata yorkshire.
- Guest star: Tania Raymonde (Yvette), Eric Petersen (Eric), Alex Ball (cameriere)

## La polarizzazione del tavolo
- Titolo originale: The Table Polarization
- Diretto da: Gay Linvill
- Scritto da: Steven Molaro, Maria Ferrari e Tara Hernandez (soggetto); Chuck Lorre, Jim Reynolds e Steve Holland (sceneggiatura)

### Trama
Il gruppo, come al solito, si ritrova a cena a casa di Sheldon e Leonard tra divano e sedie e quando Penny è costretta a mangiare seduta a terra, posto che è sempre di Raj, nasce il desiderio condiviso di prendere un tavolo da pranzo dove tutti possano stare seduti a mangiare, con disappunto del ragazzo indiano visto che questa esigenza non è mai venuta fuori quando era lui quello seduto sul pavimento. Questo cambiamento ovviamente non piace a Sheldon e la discussione finisce per coinvolgere sia i due coinquilini che le loro ragazze; tuttavia alla fine, vedendo Sheldon e Amy da soli sul divano, tutto torna come prima. Nel frattempo la NASA chiama Howard per proporgli di tornare sulla stazione spaziale per riparare il suo telescopio e lui accetta, con sorpresa di Bernadette e Raj che ricordano quanto l'intera esperienza sia stata dura per lui.
- Guest star: Carol Ann Susi (voce della signora Wolowitz), Casey Sander (Mike Rostenkowski), Michael Massimino (se stesso), Christopher Neiman (Dottor Dreyfus)

## La turbolenza dell'amicizia
- Titolo originale: The Friendship Turbulence
- Diretto da: Mark Cendrowski
- Scritto da: Steven Molaro, Eric Kaplan, Tara Hernandez (soggetto); Jim Reynolds, Steve Holland e Maria Ferrari (sceneggiatura)

### Trama
Durante una cena a casa di Sheldon e Leonard quest'ultimo litiga con Penny perché scopre che le è stata offerta una parte nel sequel di un film indipendente a cui lei partecipò in passato girando scene in topless (Scimmiatore seriale) e che ha rifiutato perché non era alla sua altezza. Quando però l'auto di Penny si guasta e lei non può permettersi di ripararla capisce che ha bisogno di soldi e riconsidera la scelta di partecipare al film, ma scopre che ormai la parte è stata riassegnata. Presa dallo sconforto decide di tornare al lavoro alla Cheesecake Factory, ma Leonard la sorprende regalandole una nuova auto tutta per lei, così almeno non dovrà per forza tornare a fare la cameriera e continuare la sua carriera di attrice. Nel frattempo Bernadette convince il marito a migliorare i suoi rapporti con Sheldon, così Howard lo invita a venire con lui nel centro della NASA per una conferenza a cui è stato invitato. Durante il volo per raggiungere la NASA l'aereo va incontro a una turbolenza che però viene superata, ma nel mentre Howard e Sheldon si sono fatti forza a vicenda e quest'ultimo rivela all'amico quanto la sua amicizia significhi per lui. Intanto Raj chiede a Amy di rispondere a una donna di nome Emily, che lo ha contattato su un sito web di incontri. Ciò induce la ragazza a pensare che lui sia troppo passivo, ma parlando con Amy si rende conto di avere molto in comune con lei e le due escono addirittura insieme. La reazione di Raj quando le raggiunge in un bar però rovina sia un eventuale futuro appuntamento con Emily che un'amicizia della ragazza con Amy.
- Guest star: Laura Spencer (Emily Sweeney)

## L'osservazione della madre
- Titolo originale: The Mommy Observation
- Diretto da: Mark Cendrowski
- Scritto da: Jim Reynolds, Steve Holland, Maria Ferrari (soggetto); Steven Molaro, Eric Kaplan, Anthony Del Broccolo (sceneggiatura)

### Trama
Di ritorno dalla NASA Howard e Sheldon decidono di fare una visita alla madre di quest'ultimo, che la sorprende mentre copula con un altro uomo; madre e figlio si mettono allora a litigare perché Sheldon ritiene che la madre abbia disonorato i valori morali che ella ha sempre cercato di insegnargli. Howard allora gli racconta che lui in passato rovinò una relazione che sua madre aveva con un altro uomo e invita Sheldon a non commettere lo stesso errore, facendogli capire che sua madre ha diritto di vivere la propria vita. Così Sheldon e sua madre parlano e il ragazzo decide, a modo suo, di accettare la cosa. Nel frattempo Penny, Amy, Raj, Bernadette e Leonard cenano nell'appartamento di quest'ultimo, e l'indiano organizza una cena con delitto con Stuart come vittima. Durante la cena Leonard e Penny discutono su cosa succederebbe se entrambi arrivassero al top delle loro carriere, cosa che forse farebbe prendere loro strade diverse e danneggerebbe la loro relazione, ma Stuart dice ai due che sono la coppia più bella che lui abbia mai visto perché ciascuno dei due rende migliore l'altro, ed è sicuro che fra venti anni staranno ancora insieme. Leonard propone allora un accordo per cui, a venti anni da quel momento, tutti loro si raduneranno per una delle loro solite cene di fronte al suo palazzo, ma solo Stuart, nel futuro, si presenterà all'appuntamento.
- Guest star: Laurie Metcalf (Mary Cooper), Kevin Sussman (Stuart Bloom)

## L'amalgamazione dell'incertezza
- Titolo originale: The Indecision Amalgamation
- Diretto da: Anthony Rich
- Scritto da: Bill Prady, Eric Kaplan e Jim Reynolds (soggetto); Steven Molaro, Dave Goetsch e Steve Holland (sceneggiatura)

### Trama
Raj rincontra in una caffetteria Emily, la ragazza conosciuta su internet che non ha avuto il coraggio di contattare; dopo una breve chiacchierata la ragazza accetta di uscire con lui, ma mentre l'indiano ne parla con gli amici viene contattato da Lucy, la sua vecchia ragazza, ed è indeciso sul da farsi. Nel frattempo Penny, dopo l'ultimo provino andato male, è indecisa se accettare o meno di girare il seguito di Scimmiatore Seriale e così, con Leonard, chiedono consiglio a Wil Wheaton, che confessa loro che nella sua carriera, dopo un brillante inizio è stato costretto a girare tantissime cose pessime. Intanto Sheldon è indeciso se comprare la PlayStation 4 o la Xbox One e coinvolge Amy in questa per lui importantissima e difficilissima scelta.
- Guest star: Wil Wheaton (se stesso), Laura Spencer (Emily Sweeney)

## La disgiunzione dell'amicizia
- Titolo originale: The Relationship Diremption
- Diretto da: Mark Cendrowski
- Scritto da: Steven Molaro, Bill Prady e Jim Reynolds (soggetto); Chuck Lorre, Eric Kaplan e Steve Holland (sceneggiatura)

### Trama
Howard e Bernadette, ansiosi di conoscere la ragazza di Raj, escono a cena con l'amico ed Emily, nonostante i timori dell'astrofisico che il suo amico lo metta in imbarazzo con le sue battute e prese in giro. Durante la cena però viene fuori che Emily e Howard erano usciti insieme per un appuntamento conclusosi in maniera imbarazzante per il ragazzo. Nel frattempo, a causa delle nuove scoperte sul Big Bang, Sheldon inizia a pensare che gli studi da lui effettuati negli ultimi venti anni siano stati solo tempo perso e cerca quindi un nuovo campo di studi; ricordando come l'interesse verso il suo campo di studi sia arrivato per caso (un bullo lo picchiò con un libro sulla teoria delle stringhe perché era il più grande della biblioteca), accetta di bere con gli amici e si ubriaca. Al risveglio tuttavia scopre che ha dormito leggendo un libro di geologia, materia da lui fortemente disprezzata, e ha telefonato a Stephen Hawking lasciandogli nella segreteria messaggi assurdi.
- Guest star: John Ross Bowie (Barry Kripke), Laura Spencer (Emily Sweeney), Stephen Hawking (se stesso)

## La ricorrenza del tutto può accadere
- Titolo originale: The Anything Can Happen Recurrence
- Diretto da: Mark Cendrowski
- Scritto da: Steven Molaro, Eric Kaplan e Adam Faberman (soggetto); Jim Reynolds, Steve Holland e Tara Hernandez (sceneggiatura)

### Trama
Sheldon è ancora indeciso sul nuovo campo di studi da intraprendere dopo l'abbandono alla teoria delle stringhe e stressa i suoi amici in modo che lo aiutino nella decisione. Anche Penny non fa che lamentarsi del B-movie in cui sta recitando e propone di rispolverare la vecchia usanza del "giovedì del tutto può accadere" per cercare di allontanare i problemi con un po' di sano divertimento. Tuttavia i tre incontrano Amy e Bernadette, uscite di nascosto da sole perché stanche di sentire i due lamentarsi di continuo. Penny e Sheldon, indispettiti, decidono di continuare la serata per conto loro finendo da una sensitiva che stupirà uno scettico Sheldon con alcune rivelazioni. Nel frattempo Raj chiede aiuto a Howard su come prepararsi per vedere un film horror insieme a Emily senza fare una brutta figura.
- Guest Star: Laura Spencer (Emily Sweeney), Carol Ann Susi (voce della signora Wolowitz)

## La trasmutazione di Proton
- Titolo originale: The Proton Transmogrification
- Diretto da: Mark Cendrowski
- Scritto da: Jim Reynolds, Maria Ferrari e Jeremy Howe (soggetto); Steven Molaro, Eric Kaplan e Steve Holland (sceneggiatura)

### Trama
I ragazzi sono in trepidazione per lo Star Wars Day in cui hanno in programma di vedere tutti i film della saga. Tuttavia Leonard viene a sapere della scomparsa del professor Proton e lo comunica a Sheldon, che però si dimostra poco sensibile all'accaduto e decide di non andare al funerale per non perdersi la giornata programmata. Nonostante ciò reagisce male alla proposta di vedere i film in un ordine diverso, anche se in verità è perché sconvolto dalla morte del suo idolo e corre in camera, dove si addormenta. Durante il sonno vede in sogno il professor Proton vestito da maestro Jedi che dirà a Sheldon di non sapere perché si trova lì, ma gli consiglia di amare le persone che gli sono vicine. Il ragazzo raccoglie il consiglio e abbraccia Leonard di ritorno dal funerale a cui ha partecipato con Penny, che ha confessato al suo ragazzo come fosse il suo primo funerale. Nel frattempo Amy, con l'aiuto di Bernadette, prepara una torta a forma di Morte Nera per il fidanzato in modo da rallegrarlo.
- Guest Star: Bob Newhart (dottor Arthur "Professor Proton" Jeffries)

## La dissoluzione del gorilla
- Titolo originale: The Gorilla Dissolution
- Diretto da: Peter Chakos
- Scritto da: Chuck Lorre, Jim Reynolds e Jeremy Howe (soggetto); Steven Molaro, Steve Holland e Eric Kaplan (sceneggiatura)

### Trama
A causa di un incidente la madre di Howard è costretta a rimanere a letto per sei settimane e quindi lui e la moglie vanno a casa sua per prendersene cura. Il ragazzo vorrebbe assumere una badante, ma Bernadette lo trova inappropriato visto che secondo lei dovrebbero essere loro due a prendersi cura di lei. Alla fine però le eccessive attenzioni che la suocera richiede fanno cambiare idea alla ragazza e i due coniugi assumono una badante. Nel frattempo Raj e Sheldon vanno al cinema e incontrano Emily insieme a un altro ragazzo. L'indiano ci rimane molto male, ma parlando con il suo amico capisce che ogni volta che lui esce con una ragazza giunge sempre subito alla conclusione che sia quella giusta e quindi deve lavorare sulla sua paura di restare solo. Quando Emily va a trovare Raj dopo l'imbarazzante incontro al cinema gli spiega che quel ragazzo le aveva soltanto fatto un tatuaggio e che da tempo le chiedeva di uscire, ma lei aveva accettato solo per toglierselo di dosso e confessa al ragazzo che lei vuole stare solo con lui. Intanto, durante le riprese del film a cui Penny partecipa, la ragazza litiga con il regista quando gli chiede di rifare una scena e quest'ultimo licenzia sia lei che Wil Wheaton, che ne aveva preso le difese. Tornata a casa la ragazza arriva alla conclusione che quel licenziamento è stata la cosa migliore perché le ha fatto capire che non ha bisogno di essere famosa per essere felice, ma che ha solo bisogno di avere Leonard al suo fianco e gli chiede di sposarlo.
- Guest Star: Wil Wheaton (se stesso), Laura Spencer (Emily Sweeney), Carol Ann Susi (voce della signora Wolowitz), Steve Valentine (Kenneth), Casper Smart (Travis), Kaliko Kauahi (Marta)

## La combustione dello status quo
- Titolo originale: The Status Quo Combustion
- Diretto da: Mark Cendrowski
- Scritto da: Eric Kaplan, Jim Reynolds e Jeremy Howe (soggetto); Steven Molaro, Steve Holland e Tara Hernandez (sceneggiatura)

### Trama
Leonard e Penny comunicano al gruppo di essere ufficialmente fidanzati, anche se crea maggior felicità il fatto che Raj finalmente ha fatto sesso con Emily, visto che è una cosa molto più rara rispetto ai due che si fanno la proposta. L'intenzione dei due futuri sposi di andare a vivere insieme, unita all'impossibilità per Sheldon di cambiare campo di studi per il rifiuto dell'università, provoca al ragazzo, sempre spaventato dai cambiamenti, un grosso turbamento. Quando poi vede che la fumetteria di Stuart ha preso fuoco il ragazzo vede tutte le sue certezze crollare e decide di lasciare il gruppo. Nel frattempo Howard e Bernadette non riescono a trovare un badante che si occupi della madre del ragazzo, ma inaspettatamente Stuart, ormai senza lavoro e senza casa, visto che dormiva in fumetteria, accetta con felicità l'incarico e, straordinariamente, va molto d'accordo con la signora Wolowitz.
- Guest star: Christine Baranski (Beverly Hofstadter), Carol Ann Susi (voce della signora Wolowitz), Kevin Sussman (Stuart Bloom)
- Nota: Alla fine dell'episodio viene rivelato che il nome della signora Wolowitz è Debbie